# Samir Subash Naik
Samir Subash Naik (* 8. August 1979) ist ein indischer Fußballspieler und spielt bei Dempo SC Goa und im indischen Nationalteam.
Der Abwehrspieler begann seine Karriere bei FC Siolim und spielte von 1999 bis zu seinem Karriereende 2017 für den Dempo Sports Club.  Mit dem Verein wurde Samir Naik 2005 indischer Meister und Pokalsieger. Im Jahr 2007 wurde er mit dem Klub in der letzten Saison der National Football League erneut Meister und ein Jahr später feierte man auch die erste Meisterschaft der neuen I-League.